# Закженский, Януш Станислав

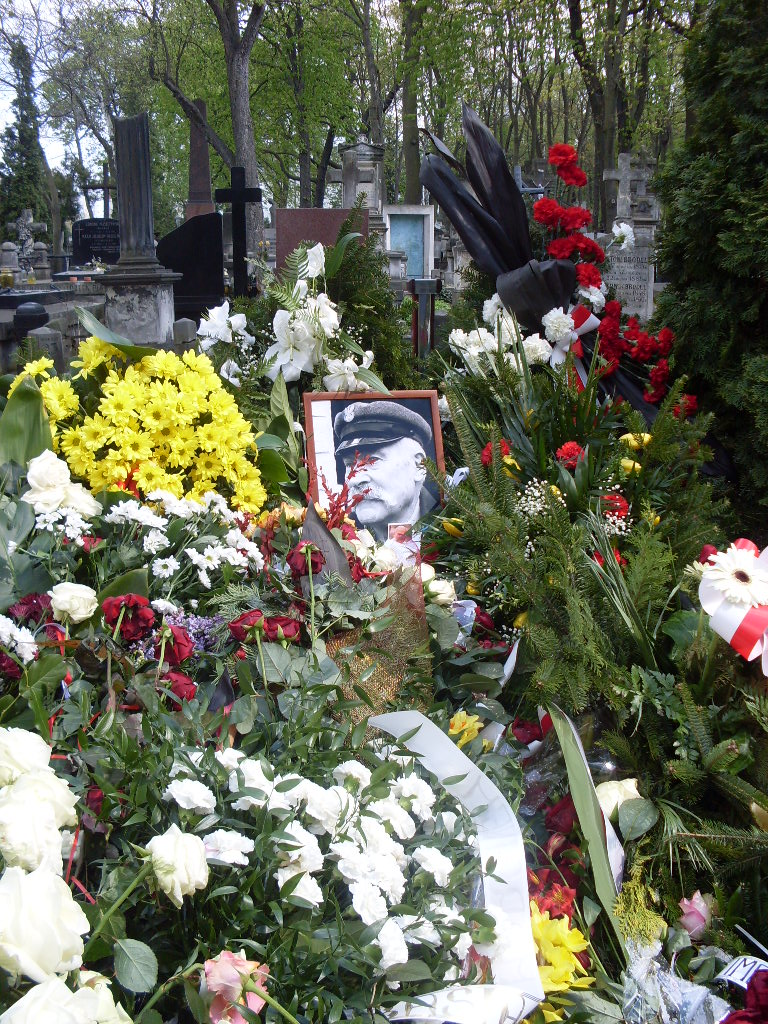
Могила Януша Закшенского на кладбище Повонзки

Я́нуш Стани́слав Закше́нский (пол. Janusz Stanisław Zakrzeński; 8 марта 1936, Пшедедвоже, Хмельник, Келецком повет — 10 апреля 2010, Смоленск, Россия) — польский актёр театра и кино, актёр дубляжа, педагог. Погиб в авиакатастрофе самолёта президента Польши под Смоленском.

## Профессиональная деятельность
В 1960 закончил Государственную высшую театральную школу в Кракове. С 1960 по 1967 года работал в театре имени Юлиуша Словацкого в Кракове. С 1967 по 1974 работал в Польском театре в Варшаве. С 1967 по 1974 работал в Новом театре (пол. Teatr Nowy). С 1984 по 1985 работал в Народном театре (пол. Teatr Narodowy) С 1985 по 2010 находился в составе ансамбля Польского театра (в Варшаве). Сыграл более 50 ролей на телевидении и в кино. Неоднократно играл роли исторических лидеров, так в фильме Анджея Вайды «Легионеры» сыграл роль Наполеона Бонапарта, а в фильме пол. Polonia Restituta сыграл роль Пилсудского.

## Общественная деятельность
Был автором двух книг: «Moje spotkania z Marszałkiem» (Моя встреча со спикером) и «Gawędy o potędze słowa» (Сказка о силе слова).
Был членом совета Союза почитателей Ю.Пилсудского (пол. Związek Piłsudczyków), часто играл роль Пилсудского, в том числе на ежегодных торжественных мероприятиях в его память.
Был также учредителем Академии морали (пол. Akademii Dobrych Obyczajów), сотрудничал с Фондом помощи больным детям.

## Гибель
10 апреля 2010 трагически погиб в авиационной катастрофе под Смоленском. 21 апреля 2010 в кафедральном соборе Святого Иоанна Крестителя в Варшаве под председательством архиепископа Щецин-Каменского Анджея Джиенга состоялась поминальная служба по актёру. На службе присутствовали семья и друзья актёра, представители органов государственной власти во главе с министром культуры Богдан Здроевским. После траурной церемонии в соборе тело Януша Закженского было похоронено на кладбище Повонзки.

## Признание и награды
- Золотой Крест Заслуги (1974)
- Серебряный Крест заслуги (1967)
- Бронзовая медаль «За вклад в оборону страны» (1973)
- Орден «За заслуги перед народом и церковью»
- Награда комитета радиотелевидения (1985)
- Награда министра культуры и искусств (1985)
- Награда профессора Януша Пасерба за вклад в развитие польского языка и культуры, содействие делу патриотизма и христианских ценностей (2009)
- Офицер ордена возрождения Польши (2009)
- Командор ордена возрождения Польши (2010, посмертно))[3]

## Творчество

### Фильмография
- 2008 — К лучшему или к худшему / Na dobre i na złe — Пан Зыгмунт (серия № 318)
- 2005 — М для любви / M jak miłość — Михал Дзидужко
- 2000 — Przeprowadzki / маршал Юзеф Пилсудский
- 1998 — Молодожёны / Miodowe lata — президент Ян Юзеф Марчак
- 1989 — Гданьск 39 / Gdańsk 39 — подполковник Вицентий Собочинский
- 1986 — Над Неманом / Nad Niemnem — Бенедикт Корчинский
- 1985 — Tumor Witkacego — Станислав Игнаций Виткевич
- 1981 — Polonia Restituta — Юзеф Пилсудский
- 1980 — Мишка / Miś — Богдан Загайный
- 1979 — Тайна Энигмы / Tajemnica Enigmy — подполковник Гвидо Лангер
- 1978 — Что будешь делать, когда меня поймаешь? / Co mi zrobisz, jak mnie złapiesz? — адвокат Фиялковский
- 1977 — Дело Горгоновой /Sprawa Gorgonowej — доктор Цсала
- 1976 — Большая система / Wielki układ — Юзеф, директор предприятия
- 1975 – История греха / Dzieje grzechu – редактор газеты
- 1973 — Большая любовь Бальзака / Wielka miłość Balzaka — Адам Жевуский
- 1973 — Чёрные тучи / Czarne chmury — наместник Эрик фон Хольстен
- 1970 — Нюрнбергский эпилог / Epilog norymberski — Ганс Франк
- 1968 — Ставка больше, чем жизнь / Stawka większa niż życie — Верниц (серия № 18 Разыскивается обергруппенфюрер Вольф)
- 1965 — Пепел / Popioły — Наполеон Бонапарте

### Озвучивание на польском языке
- 2008 — Хроники Нарнии: Принц Каспиан/Opowieści z Narnii: Książę Kaspian — доктор Корнелиус
- 2003 — Книга джунглей 2/Księga Dżungli 2 — полковник Хатхи

### Роли в звукозаписях
- 1986 — Дом на Пуховой опушке/Chatka Puchatka (музыкальная сказка) — Тигр
- 1977 — Алиса в стране чудес/Alicja w Krainie Czarów (музыкальная сказка) — Дракон